# Šimon Kubíček
Šimon Kubíček (* 19. prosince 2001 Jindřichův Hradec) je český lední hokejista hrající na postu obránce.

## Život
S hokejem začínal ve věku čtyř let ve svém rodném městě, v tamním klubu HC Vajgar, kde ho trenérsky vedli Jaromír Pytlík a Petr Dlugoš. Jakmile Kubíček završil sedmou třídu (roku 2015), přestěhoval se do Českých Budějovic a navštěvoval základní školu Grünwaldova, jejímž ředitelem tehdy byl někdejší český hokejista Vladimír Caldr. Roku 2018 s výběrem hráčů místního klubu do 18 let věku pod vedením koučů Radka Bělohlava a Milana Dančišina dokázal zvítězit v ligové soutěži této věkové kategorie. Před sezónou 2018/2019 odešel do severní Ameriky, konkrétně do celku Seattle Thunderbirds hrajícího Western Hockey League (WHL). Stejnému mužstvu zůstal věren i během sezóny 2019/2020.
Kubíček rovněž patřil mezi členy reprezentačních výběrů České republiky ve svých věkových kategoriích. V roce 2018 například s výběrem do 17 let uspěl na prestižním World Hockey Challenge, když si z něj družstvo, jehož byl členem, přivezlo bronzové medaile. Na podzim 2020 jej trenér Václav Varaďa povolal do reprezentačního týmu, který se účastnil mistrovství světa juniorů v ledním hokeji, jež se tehdy konalo v České republice, a sice v Ostravě a v Třinci. V prvním zápase, v němž byl soupeřem výběr Ruska, vstřelil Kubíček první branku zápasu. Utkání nakonec skončilo vítězstvím českého výběru v poměru 4:3.